# Långviksbådarna
Långviksbådarna är skär i Åland (Finland). De ligger i Ålands hav och i kommunen Eckerö i landskapet Åland, i den sydvästra delen av landet. Öarna ligger omkring 26 kilometer väster om Mariehamn och omkring 300 kilometer väster om Helsingfors.
Arean för den av öarna koordinaterna pekar på är 1,4 hektar och dess största längd är 250 meter i nord-sydlig riktning. Trakten är glest befolkad. Närmaste större samhälle är Hammarland, 13,2 km öster om Långviksbådarna.